# Dolichobela celidograpta
Dolichobela celidograpta là một loài bướm đêm trong họ Crambidae.